# René Wheeler
Pour les articles homonymes, voir Wheeler.
René Wheeler est un scénariste et un réalisateur français né le 8 février 1912 à Paris et mort le 11 décembre 2000 à Équemauville. Il est connu pour avoir coécrit avec Georges Chaperot le scénario de La Cage aux rossignols de Jean Dréville. Il n'a aucun lien de parenté avec Alison Wheeler.

## Biographie
Il débute comme scénariste et dialoguiste en collaborant avec Noël-Noël pour L'Innocent de Maurice Cammage en 1937.
Il rédige et adapte de nombreux scénarios au cours des années 1940. Il réalise un premier film en 1949, Premières armes, mais il reste avant tout un scénariste.
Dès les années 1960, René Wheeler travaille surtout pour la télévision, écrivant notamment le scénario d'une série de treize épisodes, qu'il réalise, L'Éventail de Séville, et rédigeant les scénarios et/ou dialogues de plusieurs feuilletons (La Maison des bois, La Porteuse de pain, Les Faucheurs de marguerites, Les Mystères de Paris).
Par ailleurs, il est l'auteur d'une pièce en trois actes, Il pleut bergère, qui a été jouée en 1956 au Théâtre de la Renaissance à Paris.

## Filmographie

### Comme acteur
- 1936 : Moutonnet de René Sti

### Comme producteur
- 1938 : Je chante de Christian Stengel

### Comme réalisateur
- 1950 : Premières Armes
- 1954 : Châteaux en Espagne
- 1960 : Vers l'extase
- 1968 : L'Éventail de Séville (série télévisée)

### Comme scénariste
- 1937 : L'Innocent de Maurice Cammage
- 1938 : Je chante de Christian Stengel
- 1939 : Les Cinq sous de Lavarède de Maurice Cammage
- 1939 : La famille Duraton de Christian Stengel
- 1942 : Une étoile au soleil de André Zwoboda
- 1943 : Adrien de Fernandel
- 1945 : La Cage aux rossignols (dont Les Choristes est le remake) de Jean Dréville
- 1945 : Nuits d'alerte de Léon Mathot
- 1946 : L'Ennemi sans visage de Robert-Paul Dagan
- 1947 : Histoire de chanter de Gilles Grangier
- 1947 : Les Amants du pont Saint-Jean de Henri Decoin
- 1947 : Danger de mort de Gilles Grangier
- 1948 : La Vie en rose, de Jean Faurez
- 1949 : Jour de fête de Jacques Tati
- 1950 : L'Homme de joie de Gilles Grangier (adaptation)
- 1950 : Atoll K de Léo Joannon
- 1950 : Premières Armes de lui-même
- 1951 : La Plus belle fille du monde de Christian Stengel
- 1952 : Les Sept Péchés capitaux, segment Le Huitième péché de Georges Lacombe
- 1952 : Fanfan la Tulipe de Christian-Jaque
- 1952 : Jupiter / Douze heures de bonheur de Gilles Grangier
- 1952 : Plume au vent de Louis Cuny et Ramon Torrado
- 1952 : Quitte ou double de Robert Vernay
- 1953 : Minuit quai de Bercy de Christian Stengel
- 1953 : L'Amour d'une femme de Jean Grémillon
- 1954 : Théodora, impératrice de Byzance (Teodora, imperatrice di Bisanzio) de Riccardo Freda
- 1954 : Châteaux en Espagne de lui-même
- 1955 : Du rififi chez les hommes de Jules Dassin
- 1955 : Les Salauds vont en enfer de Robert Hossein
- 1956 : Pardonnez nos offenses de Robert Hossein
- 1956 : Les Aventures de Till l'espiègle de Gérard Philipe et Joris Ivens
- 1957 : Reproduction interdite de Gilles Grangier
- 1957 : Méfiez-vous fillettes ! d'Yves Allégret
- 1957 : Filous et Compagnie de Tony Saytor (adaptation et dialoguiste)
- 1958 : La Belle et le tzigane de Jean Dréville et Marton Keleti
- 1959 : L'Ambitieuse d'Yves Allégret
- 1960 : Vers l'extase de lui-même
- 1962 : Le Crime ne paie pas de Gérard Oury, segment L'Affaire Hugues
- 1962-1963 : L'Inspecteur Leclerc enquête (série tv)
- 1963 : La Soupe aux poulets de Philippe Agostini
- 1964 : Le Dernier jour de Louis Grospierre (téléfilm)
- 1965 : Histoires d'hommes (série tv)
- 1965 : Le Train bleu s'arrête 13 fois (série tv)
- 1965 : Journal d'une femme en blanc de Claude Autant-Lara
- 1968 : Les Cavaliers de la route (Polizeifunk ruft) (série tv)
- 1968 : L'Éventail de Séville de lui-même (série tv)
- 1970 : Paix sur les champs de Jacques Boigelot
- 1971 : La Maison des bois de Maurice Pialat (mini série tv)
- 1971 : Arsène Lupin, épisode Le Bouchon de cristal de Jean-Pierre Decourt (série tv)
- 1973 : La Porteuse de pain de Marcel Camus (mini série tv)
- 1974 : Les Faucheurs de marguerites de Marcel Camus (série tv) (dialogue)
- 1975 : Les Mohicans de Paris de Gilles Grangier et Bernard Borderie (série tv)
- 1978 : Le Temps d'une république, épisode De guerre lasse de Louis Grospierre (série tv)
- 1980 : Les Mystères de Paris (mini série tv)

## Théâtre

### Auteur
- 1954 : Il pleut, bergère de René Wheeler, mise en scène Jean Darcante, Théâtre de la Renaissance